# Pulau Fair
Pulau Fair är en ö i Indonesien.   Den ligger i provinsen Moluckerna, i den östra delen av landet, 2 900 km öster om huvudstaden Jakarta. Arean är 2,2 kvadratkilometer.
Terrängen på Pulau Fair är mycket platt. Öns högsta punkt är 20 meter över havet. Den sträcker sig 2,8 kilometer i nord-sydlig riktning, och 2,8 kilometer i öst-västlig riktning.  Trakten runt Pulau Fair består huvudsakligen av våtmarker.